# Metaemene atropunctata
Metaemene atropunctata är en fjärilsart som beskrevs av Arnold Pagenstecher 1895. Metaemene atropunctata ingår i släktet Metaemene och familjen nattflyn. Inga underarter finns listade i Catalogue of Life.